# AppolonovGang
«#APPolonovGang» («Апполонов Гэнг») — российско-немецкая поп-группа, основанная в 2018 году. В состав группы входят два артиста: Сергей Григорьев-Апполонов и Андрей Григорьев-Апполонов младший.

## Основатели группы
Андрей Григорьев-Апполонов родился и вырос в Иркутске  . С 2000 года состоял в гражданском браке с Юлией Григорьевой-Апполоновой, сестрой Андрея Григорьева-Апполонова, солиста популярной группы «Иванушки International». В 2015 году зарегистрировали свои отношения в Сочи. По настоянию Юлии Андрей взял после свадьбы её фамилию. Во избежание путаницы стал использовать приставку «младший». 21 июля 2017 года Юлия Григорьева-Апполонова скончалась от приступа астмы. Григорьев-Апполонов заявил, что травля на него после похорон жены была организована бывшей женой Андрея Григорьева-Апполонова.
Сергей Григорьев-Апполонов — племянник Андрея Григорьева-Апполонова-старшего. С детства занимался вокалом. Исполнял песни на английском и немецком языках на Youtube под псевдонимом Грей Вайс (Grey Wiese). Скрывал свою принадлежность к семье Григорьевых-Апполоновых. В 2017 года под именем Grey Wiese начал публиковать свои собственные песни. В 2017—2018 годах выпустил 5 синглов и альбом под названием «#Beyourself» на английском языке.

## История
В июне 2018 года Андрей и Сергей Григорьевы-Апполоновы выпустили первый совместный сингл «Я и Ты». Месяц спустя вышел одноимённый клип, где главную роль сыграла Александра Куцевол — гражданская жена Олега Яковлева. Ролик набрал больше миллиона просмотров на YouTube, а песня на протяжении нескольких недель держалась в чарте российского iTunes, поднявшись до 4-го места. В сентябре 2018 музыканты официально представили публике коллектив #AppolonovGang и выпустили клип «Лайки Бренды», в котором также снялся и Андрей Григорьев-Апполонов-ст.
Первое публичное выступление AppolonovGang состоялось осенью 2018 г. на Mercedes—BenzFashion Week Russia. Прямая трансляция выступления шла на более чем 30 стран мира. В ноябре 2018 года выпущена композиция Дежавю, написанная Сией и Джорджо Мородером. Телевизионная премьера композиции «Дежавю» состоялась 24 января 2019 на канале ТНТ.
В 2019 #APPolonovGang вышел трек «Щастливые» совместно с лейблом «Издательство Монолит». Григорьевы-Апполоновы заявили, что трек был написан как гимн свободной любви. 13 ноября 2020 года вышел альбом «Смотри» на лейбле «Студия Союз». В альбом вошло 10 новых треков группы #APPolonovGang.

## Сценический образ
28 сентября 2019 года состоялся концерт в одном из ночных клубов г. Сочи в рамках Гран-при России Формулы 1. Сообщалось, что Сергей и Андрей вели себя так, будто их связывают не только рабочие отношения.
В ноябре 2019 Андрей Григорьев-Апполонов опроверг слухи о том, что он продюсер AppolonovGang и о гомосексуальности участников коллектива.
Сергей Григорьев-Апполонов открыто поддерживает ЛГБТ сообщество и не подтверждает факта гетеросексуальности. В англоязычной прессе неоднократно упоминается, что он является членом ЛГБТ-сообщества.

## Дискография
- 2018
  - «Я и ты» feat. Aндрей Григорьев-Апполонов
  - «Begging hurts» feat. Aндрей Григорьев-Апполонов
  - «Лайки Бренды» feat. Aндрей Григорьев-Апполонов
  - «После и до» feat. Aндрей Григорьев-Апполонов
  - «Дежавю» 
  - «Боль»
- 2019
  - «Щастливые»
  - «Пополам мое сердце»
- 2020
  - «Сорри сорри»
  - «Свидание»
  - «Карантин»
  - «Чёрная мамба»[66]

## Видео
- 2018
  - «Я и ты»
  - «Begging hurts»
  - «Лайки Бренды»[67]